# Et stille liv
Et stille liv er en dansk oplysningsfilm fra 2010, der er instrueret af Maria Denise Christoffersen, Lone Jantzen.

## Handling
Lalitha er 17 år og bor i byen Trincomalee på Sri Lankas østkyst. Filmen følger Lalitha, hører om hendes minder fra krigen, hendes hverdag og hendes drømme for fremtiden. Men Lalitha er ikke en helt almindelig teenager med et helt almindeligt teenageliv, hun er nemlig døv og bor til hverdag på skolen 'The School for the Hearing Impaired' sammen med 25 andre døve børn og unge. Den lange borgerkrig i Sri Lanka har ikke kun sat sig spor i Lalithas liv, hverdagen på skolen er heller ikke den samme som før krigen.
I filmen møder seerne også læreren Cynthia, som fortæller om de forandringer, som krigen har bragt med sig, og om hvordan lærerne til daglig tackler elevernes spørgsmål om krigen og om hendes bud på hvordan Lalithas fremtid kommer til at se ud. Filmen viser også Lalithas familie, der bor i en lille landsby cirka 20 km fra skolen. Filmen giver et indblik i et land, som på grund af borgerkrigen i mange år ikke har været et besøgt rejsemål fortalt via Lalithas personlige fortælling om krigen og om at være døv.